# Ota Hynie
Ota Hynie (23. březen 1899, Dobrovice u Mladé Boleslavi – 19. prosinec 1968, Praha) byl zakladatel české hydrogeologie a vůbec první český profesor hydrogeologie na Univerzitě Karlově v Praze, jenž se kupříkladu zasloužil o zmapování několika oblastí Českého masivu.

## Životopis
V roce 1924 se habilitoval, posléze pracoval ve Státním geologickém ústavu a od roku 1952 působil jako profesor na Přírodovědecké fakultě Univerzity Karlově. Je autorem např. dvoudílné publikace Hydrogeologie ČSSR (1. díl – Prosté vody; 2. díl – Minerální vody).
Je po něm pojmenována Medaile Oty Hynie, kterou uděluje za významný a dlouhodobý přínos české hydrogeologii Český komitét Mezinárodní asociace hydrogeologů (ČK IAH) a Česká asociace hydrogeologů (ČAH).
Jeho o rok mladším bratrem byl prof. Josef Hynie, lékař, zakladatel české sexuologické školy a také dlouholetý přednosta Sexuologického ústavu v Praze.